# Дайк, Эмма
Эмма Дайк (англ. Emma Dyke; род. 30 июня 1995, Инверкаргилл) — новозеландская гребчиха, выступающая за сборную Новой Зеландии по академической гребле с 2013 года. Чемпионка мира, победительница этапов Кубка мира. Серебряный призёр Олимпийских игр 2020 в Токио.

## Биография
Эмма Дайк родилась 30 июня 1995 года в городе Инверкаргилл, Новая Зеландия.
Заниматься академической греблей начала в 2010 году, проходила подготовку в гребном клубе Timaru Rowing Club.
Впервые заявила о себе в гребле на международной арене в сезоне 2013 года, став пятой в зачёте распашных безрульных четвёрок на юниорском мировом первенстве в Тракае. Год спустя в той же дисциплине выиграла серебряную медаль на молодёжном мировом первенстве в Варезе.
Начиная с 2015 года выступала на взрослом уровне в основном составе новозеландской национальной сборной, присоединившись к экипажу-восьмёрке. В частности в этом сезоне дебютировала в Кубке мира, став серебряным призёром на этапе в Люцерне, приняла участие во взрослом чемпионате мира в Эгбелете, где так же завоевала серебряную награду — в решающем финальном заезде уступила только экипажу из США.
В 2016 году в восьмёрках взяла бронзу на этапе Кубка мира в Люцерне и была лучшей на этапе в Познани. Благодаря череде удачных выступлений удостоилась права защищать честь страны на летних Олимпийских играх в Рио-де-Жанейро. В программе восьмёрок сумела выйти в главный финал А и показала в решающем заезде четвёртый результат.
После Олимпиады в Рио Дайк осталась в составе гребной команды Новой Зеландии на ещё один олимпийский цикл и продолжила принимать участие в крупнейших международных регатах. Так, в 2017 году в восьмёрках она выиграла этап Кубка мира в Познани, стала серебряным призёром на этапе в Люцерне, получила бронзу на чемпионате мира в Сарасоте.
В 2018 году в восьмёрках выиграла серебряную и золотую медали на этапах Кубка мира в Линце-Оттенсхайме и Люцерне соответственно, тогда как на мировом первенстве в Пловдиве стала седьмой.
В 2019 году в той же дисциплине одержала победу на этапе Кубка мира в Роттердаме и на чемпионате мира в Линце-Оттенсхайме.